# Deer Island (Massachusetts)

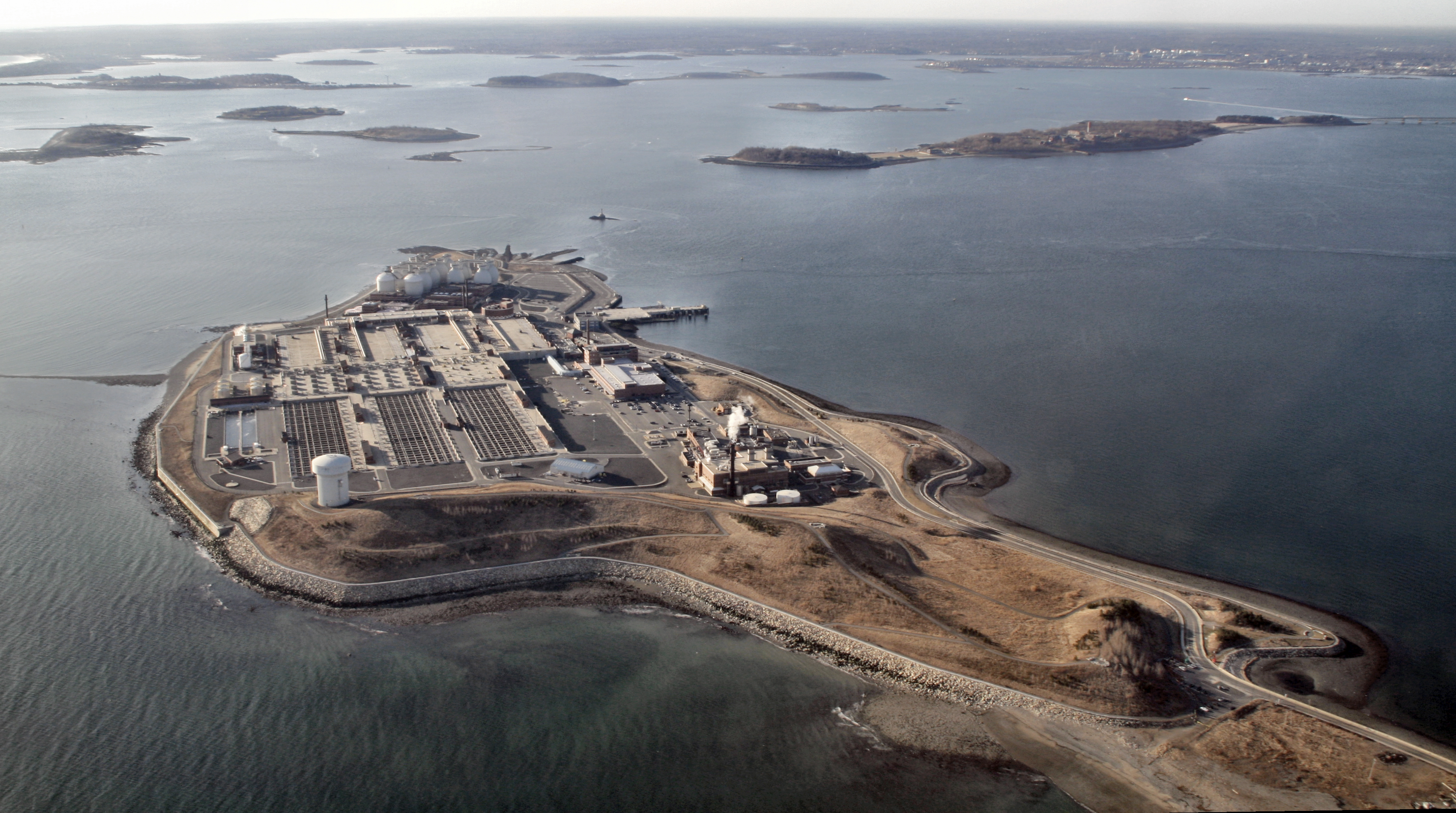
Deer Island, Bostons hamn, 2008.

Deer Island är en halvö i Bostons hamn, Massachusetts. Sedan 1996 är den en del av Boston Harbor Islands National Recreation Area. Trots att den fortfarande är en ö vid namn så har Deer Island varit ansluten till fastlandet sedan den tidigare Shirley Gut-kanalen, som en gång skilde ön från staden Winthrop, fylldes i av den så kallade New England-orkanen 1938. Idag är Deer Island mest känd som platsen för Deer Island Waste Water Treatment Plant, vars 46 meter höga äggliknande slamrötkammare är stora landmärken i hamnen.
Ön har en permanent storlek 0,75 km² samt en tidvattenzon på ytterligare 320 000 m². Två tredjedelar av öns yta tas upp av reningsverket som behandlar avloppsvatten från 43 närliggande orter och är en av de största anläggningen av det slaget i USA. Resten av ön består av parkmark som omger reningsverket och erbjuder promenader, joggning, sightseeing, picknick och fiske.
Dear Island har tidigare varit platsen för ett interneringsläger under Kung Philips krig på 1670-talet och fängelset Deer Island House of Correction som existerade mellan 1896 och 1991.